# Stathmopoda albimaculata
Stathmopoda albimaculata is een vlinder uit de familie Stathmopodidae. De wetenschappelijke naam van de soort is voor het eerst geldig gepubliceerd in 1931 door Philpott.